# فرش کردن
فرش کردن یا مفروش کردن به معنی پوشاندن سطح کف هر چیز با لایه‌ای الگودار است. این لایه دارای الگو می‌تواند یک قالی، پارکت، موکت، کفپوش پلاستیکی، کاشیو موزائیک یا هر چیز دیگر باشد.

## نگارخانه

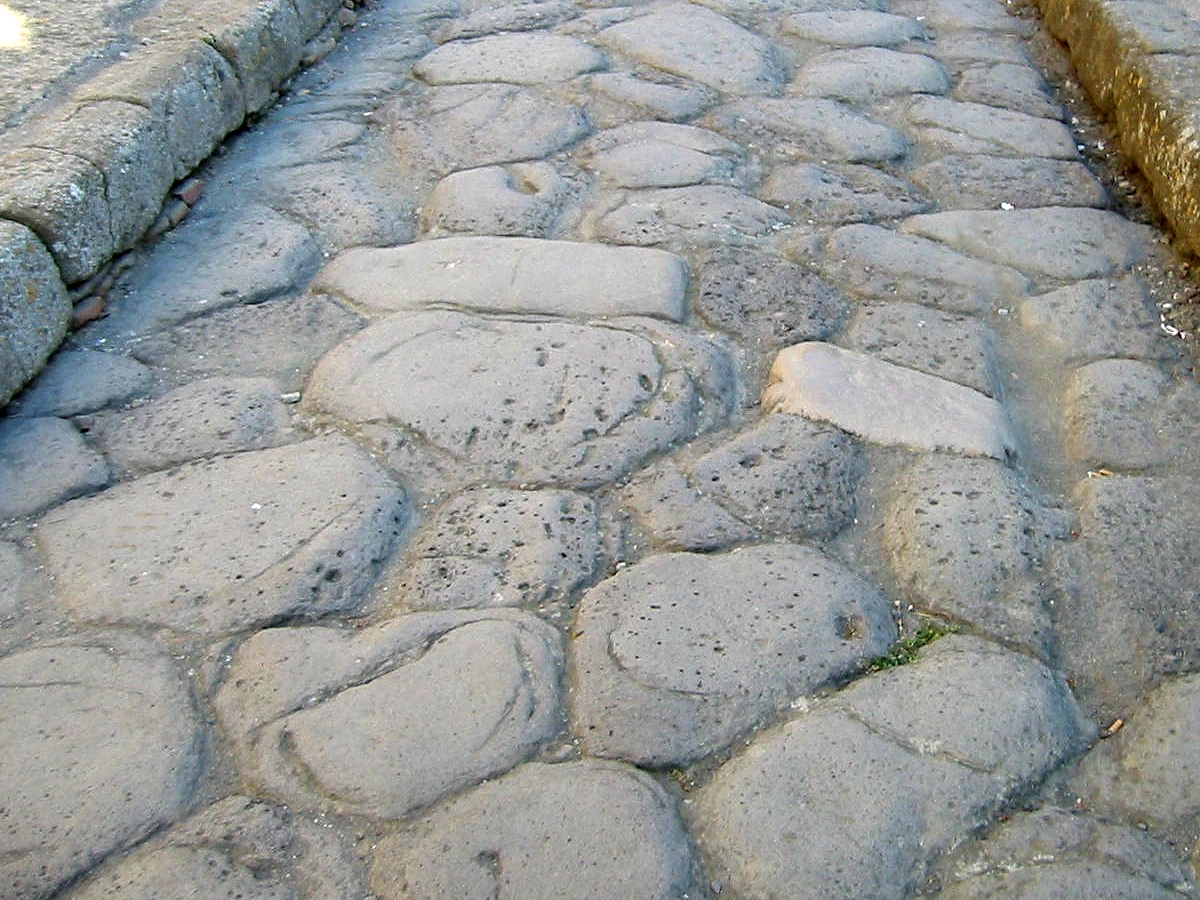
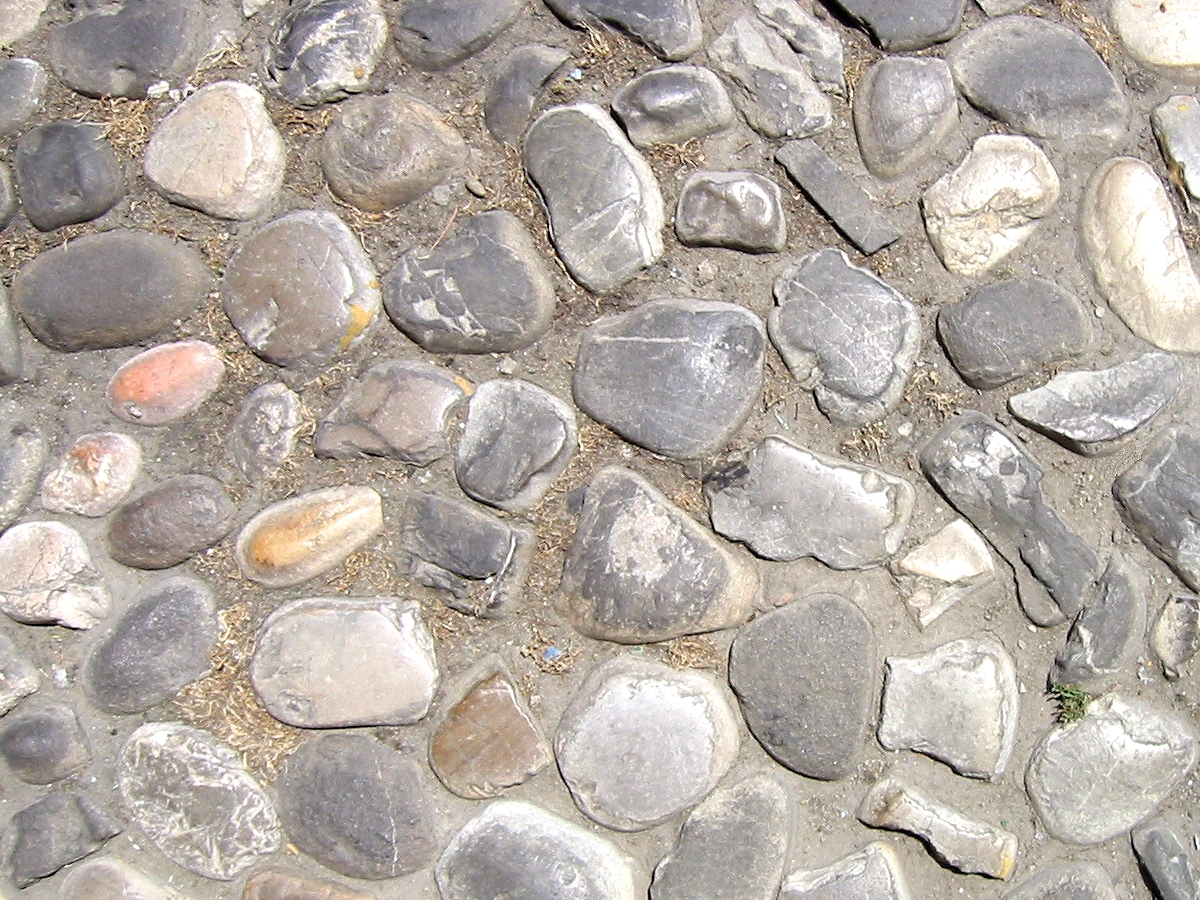
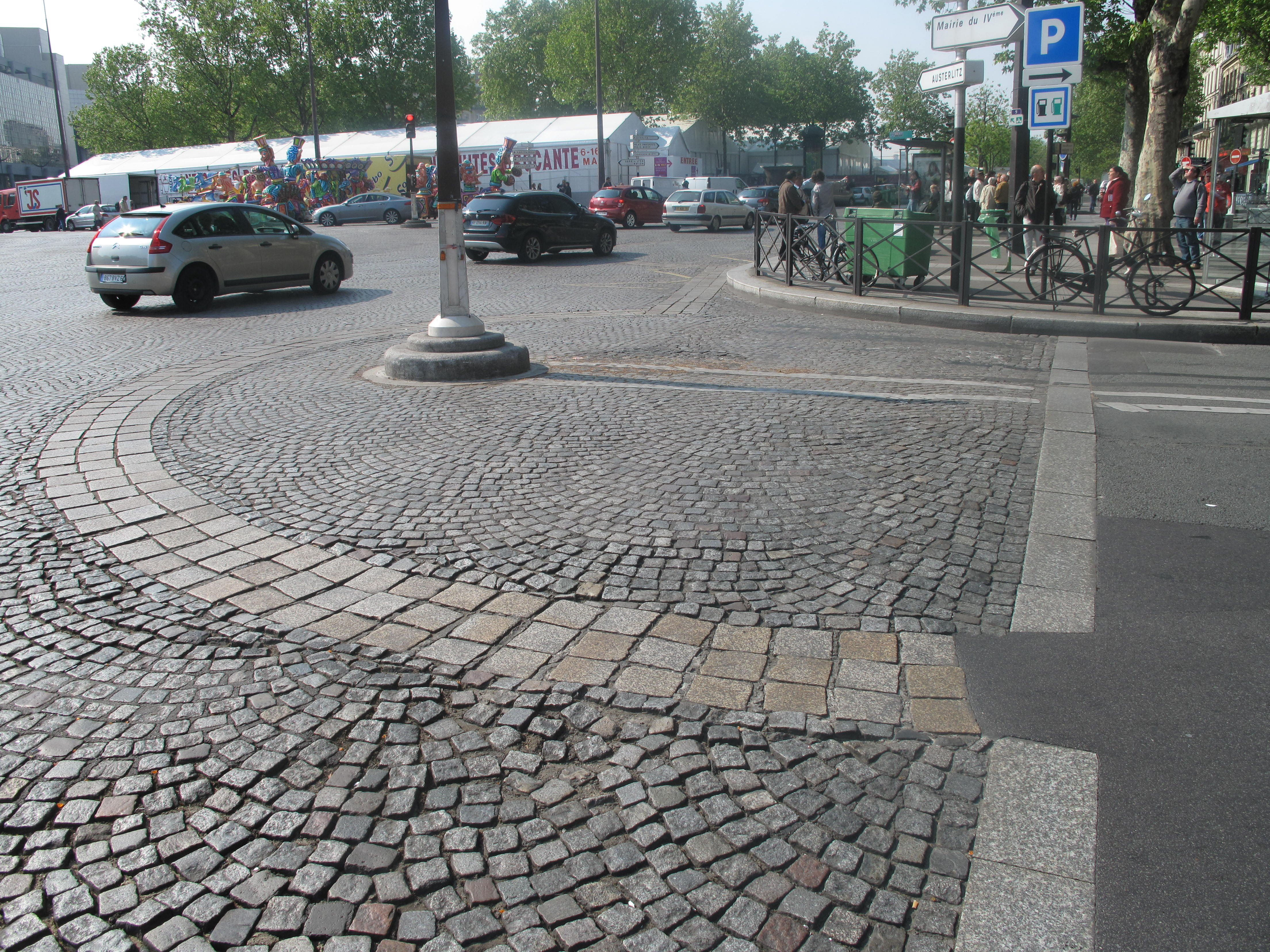
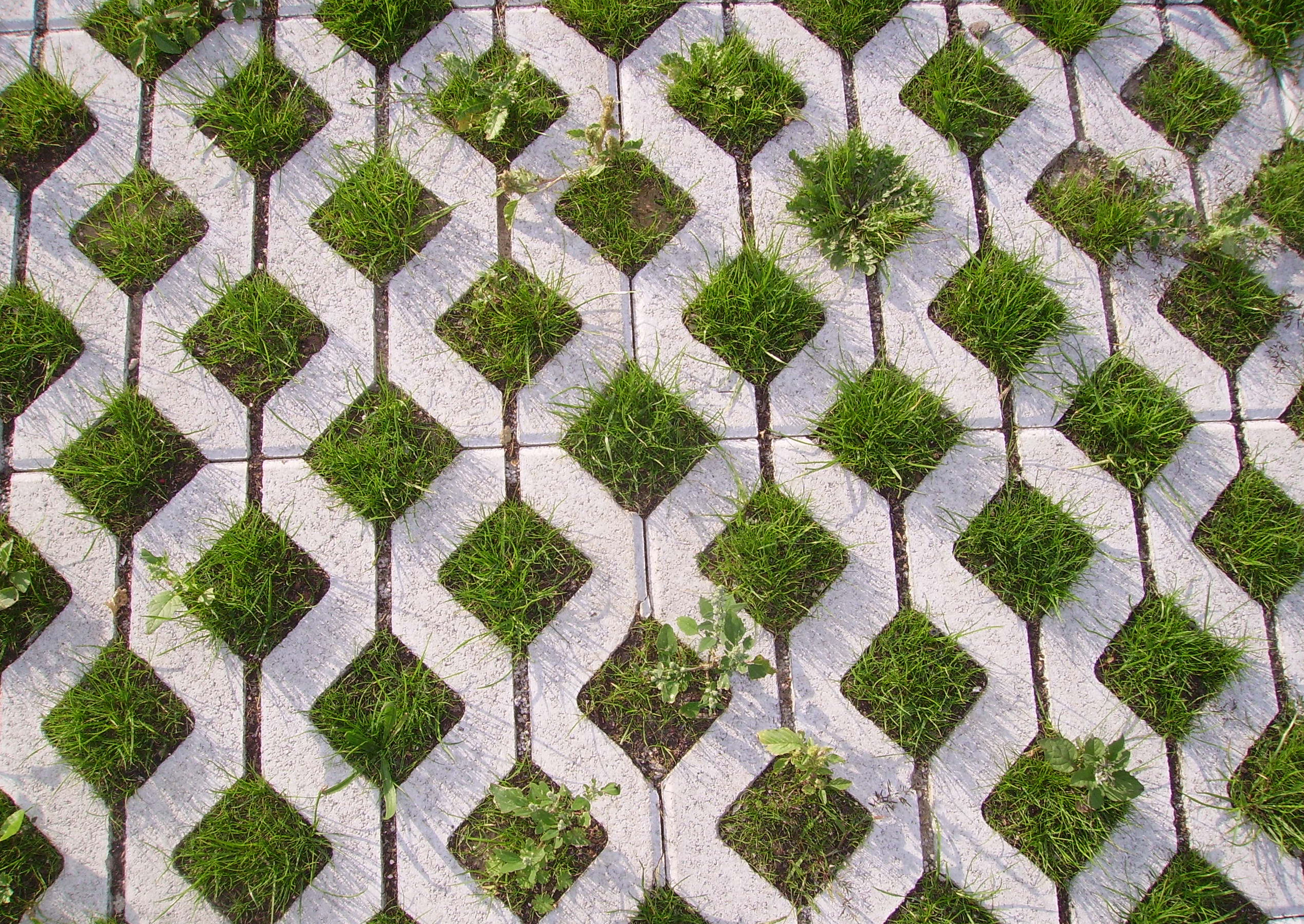
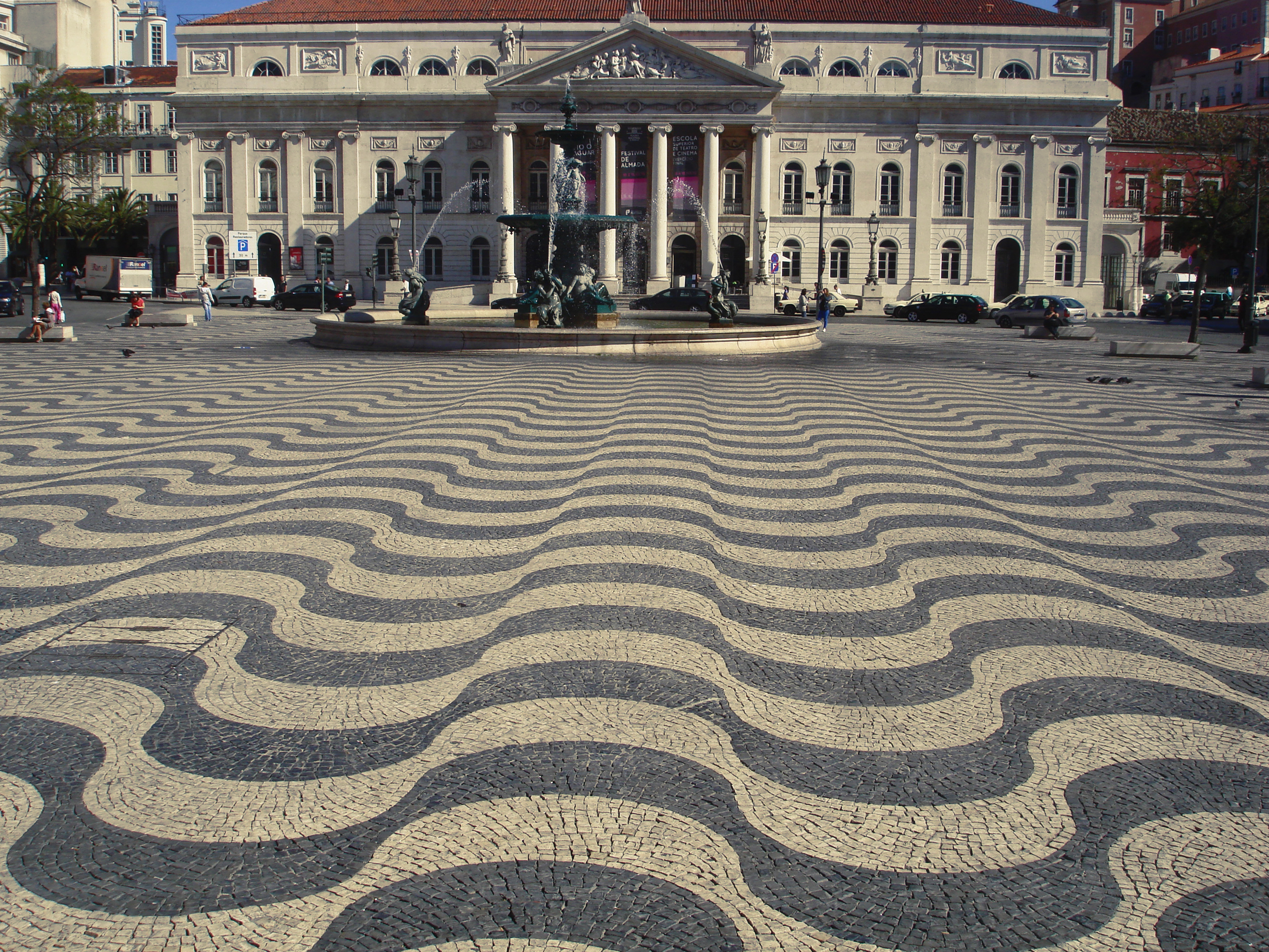
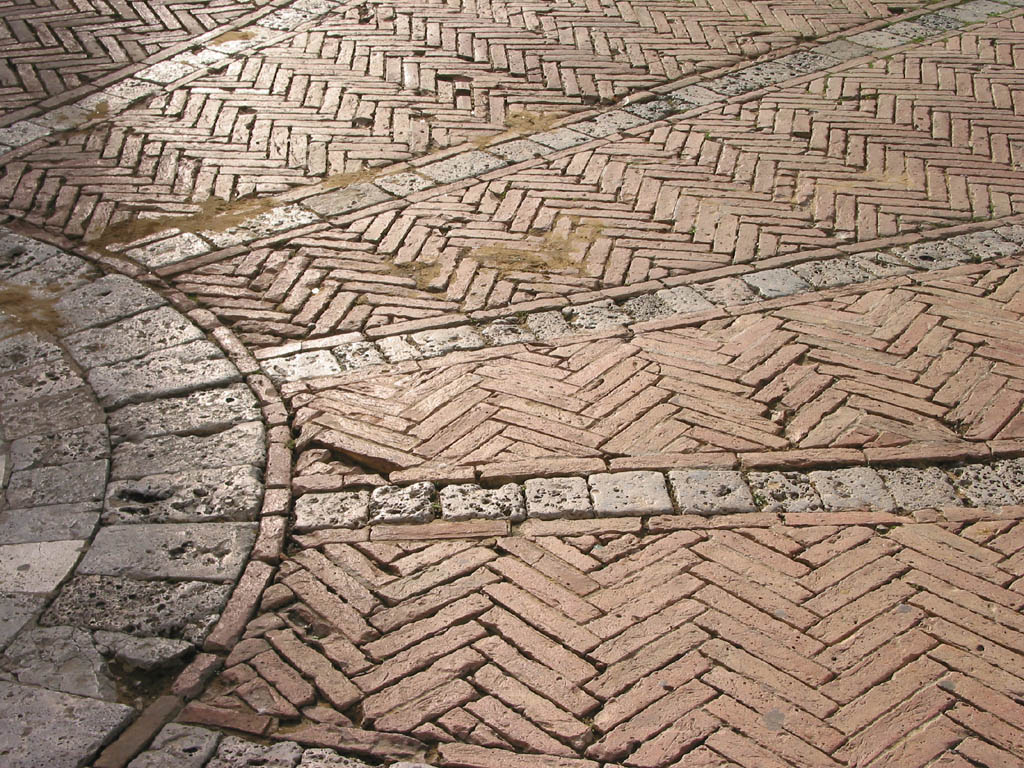
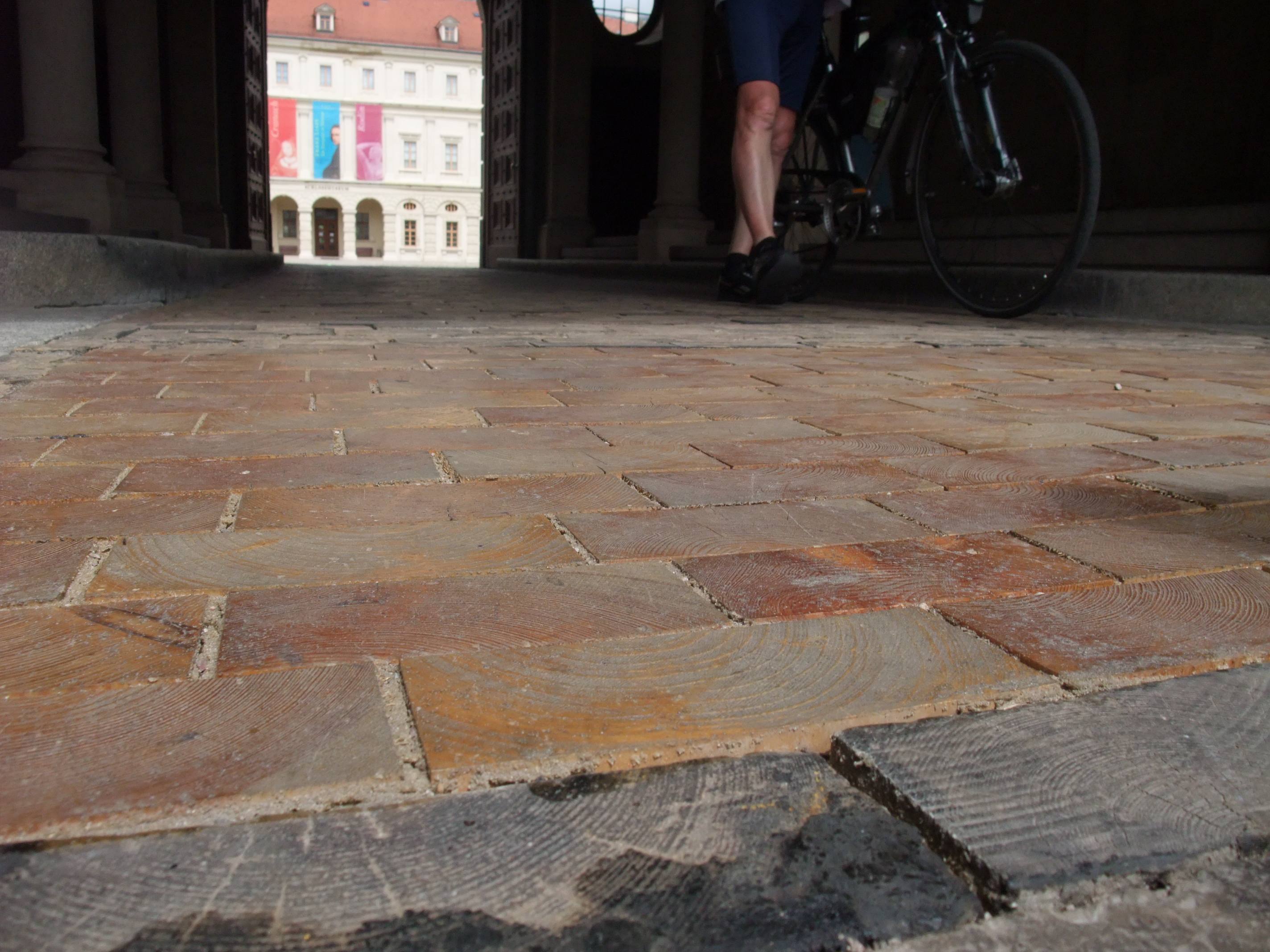